# 室宿增七
室宿增七（飛馬座67），又名BD+31 4904，HD 220599、SAO 73241、HR 8903，是飛馬座的一颗恒星，视星等为5.57，位于銀經102.46，銀緯-27.02，其B1900.0坐标为赤經23h 19m 57s，赤緯+31° -27.02′ 8″。